# Elasmodactylus tuberculosus
Elasmodactylus tuberculosus är en ödleart som beskrevs av  George Albert Boulenger 1895. Elasmodactylus tuberculosus ingår i släktet Elasmodactylus och familjen geckoödlor. IUCN kategoriserar arten globalt som livskraftig. Inga underarter finns listade i Catalogue of Life.